# Magic Trackpad

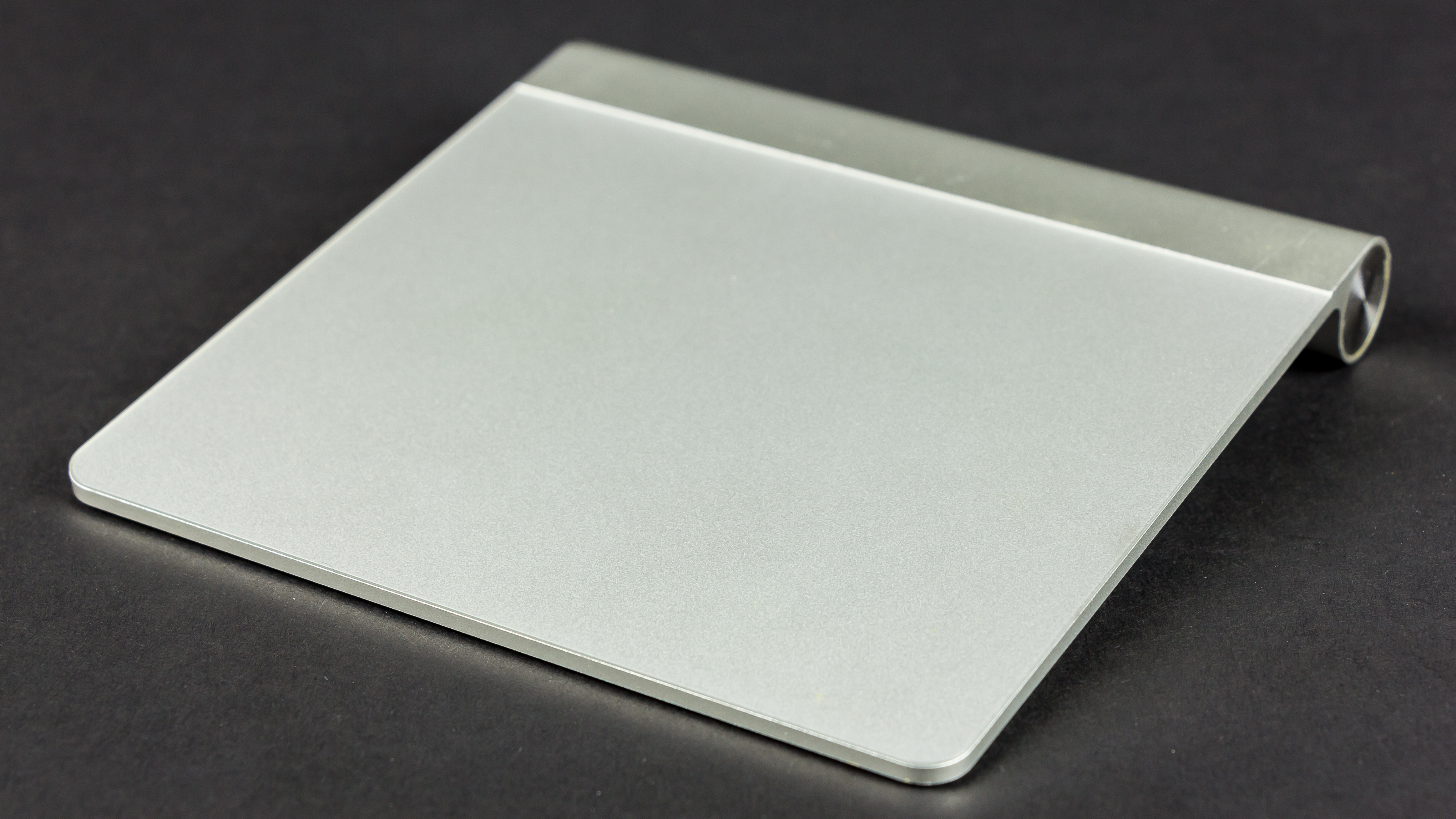
Magic Trackpad

Le Magic Trackpad est un périphérique informatique lancé par Apple le 27 juillet 2010 par le biais de son magasin en ligne. Ce trackpad n'a pas été une surprise car des photos avaient été publiées sur Internet avant sa sortie. Il a toutes les fonctionnalités jusqu'alors disponibles sur les MacBook, MacBook Pro et MacBook Air uniquement. Selon Apple, ce périphérique est le plus grand trackpad jamais conçu par la firme. 